# 1506
Il 1506 (MDVI in numeri romani) è un anno  del XVI secolo.

## Eventi
- I portoghesi occupano l'arcipelago di Socotra.
- Leonardo da Vinci termina la Monna Lisa.
- 19 febbraio – viene fondata l'Università degli Studi di Urbino, ora intitolata a Carlo Bo.
- In Vaticano entrano per la prima volta le Guardie Svizzere.
- Inizia la ricostruzione della Basilica di San Pietro in Vaticano.
- Viene ritrovato il Gruppo del Laocoonte a Roma.
- Muore a Valladolid (Spagna) Cristoforo Colombo, ancora convinto di aver raggiunto la parte orientale del continente asiatico.

## Nati
- 12 febbraio - Marco Antonio Da Mula, cardinale e diplomatico italiano († 1572)
- 15 febbraio - Giuliana di Stolberg, nobildonna tedesca († 1580)
- 25 febbraio - Giovanni Antonio Delfini, francescano e teologo italiano († 1561)
- 3 marzo - Luigi d'Aviz, principe portoghese († 1555)
- 13 marzo - Antonio Cerruti, poeta italiano
- 7 aprile - Francesco Saverio, gesuita e missionario spagnolo († 1552)
- 13 aprile - Pietro Favre, teologo francese († 1546)
- 25 maggio - Antonio Landi, scrittore e mercante italiano († 1569)
- 24 giugno - Francesco di Lorena, nobile e militare francese († 1525)
- 1º luglio - Luigi II d'Ungheria e Boemia, re ungherese († 1526)
- 8 luglio - Giovanni Grimani, patriarca cattolico italiano († 1593)
- 12 agosto - Frans van de Velde, vescovo cattolico e teologo olandese († 1576)
- 14 agosto - Salvatore Pacini, vescovo cattolico italiano († 1581)
- 9 settembre - Alfonso Tornabuoni, vescovo cattolico italiano († 1578)
- 27 settembre - Giovanni Battista Belluzzi, architetto e ingegnere militare sammarinese († 1554)
- 8 dicembre - Veit Dietrich, teologo tedesco († 1549)
- 26 dicembre - Giovanni Francesco Testa, architetto e intagliatore italiano († 1590)
- Elizabeth Barton, religiosa inglese († 1534)
- Giovanni Bolognetti, giurista italiano († 1575)
- George Buchanan, umanista, poeta e storico scozzese († 1582)
- Bibliander, teologo, traduttore e linguista svizzero († 1564)
- Ippolito Costa, pittore italiano († 1561)
- Giovanni I della Frisia orientale, conte († 1572)
- Gerasimo di Cefalonia, monaco cristiano e santo greco († 1579)
- Paolo Giustiniani Moneglia, doge († 1586)
- Juan de Juni, scultore francese († 1577)
- Koca Sinan Pascià, militare e politico ottomano († 1596)
- John Leland, antiquario e poeta inglese († 1552)
- Girolamo Lombardo, scultore italiano († 1590)
- Maha Chakkraphat, sovrano siamese († 1569)
- Girolamo Osorio, vescovo cattolico, teologo e storico portoghese († 1580)
- William Paget, I barone Paget, nobile e politico inglese († 1563)
- Pietro Raxis il vecchio, pittore e scultore italiano († 1581)
- Bernard Salomon, pittore, disegnatore e incisore francese († 1561)
- Michele Sidonio, teologo e vescovo cattolico tedesco († 1561)
- Simon de Châlons, pittore francese († 1568)
- Johannes Sleidanus, storico lussemburghese († 1556)
- Rodrigo Vadillo, vescovo cattolico spagnolo († 1577)
- Johann Albrecht Widmannstetter, umanista, teologo e filologo tedesco († 1557)
- Claude de Taillemont, poeta francese († 1558)
- Gutierre de Vargas y Carvajal, vescovo cattolico, mecenate e architetto spagnolo († 1559)
- Angela de' Rossi, nobile italiana († 1573)
- Roberto del Palatinato-Veldenz, nobile tedesco († 1544)
- Aḥmad Grāñ b. Ibrāhīm, militare somalo († 1543)

## Morti
- 12 gennaio - Bianca d'Este, nobildonna italiana (n. 1440)
- 13 febbraio - Mōri Hiromoto, militare giapponese (n. 1466)
- 14 marzo - Georg Fugger, banchiere e mercante tedesco (n. 1453)
- 12 aprile - Samhudi, storico e giurista egiziano (n. 1440)
- 19 aprile - Marco Antonio Sabellico, storico italiano
- 2 maggio - Johannes von Soest, compositore e medico tedesco (n. 1448)
- 4 maggio - Husayn Bayqara, sultano persiano (n. 1438)
- 16 maggio - Johannes Burckardt, vescovo cattolico tedesco
- 20 maggio - Cristoforo Colombo, navigatore e esploratore italiano (n. 1451)
- 15 giugno - Muhammad Jiwa Zainal Adilin I di Kedah, sovrano malese
- 22 luglio - Francisco Lloris y de Borja, cardinale e patriarca cattolico italiano (n. 1470)
- 26 luglio - Anna di Foix-Candale, sovrana (n. 1484)
- 15 agosto - Alexander Ackermann, compositore fiammingo
- 19 agosto - Alessandro Jagellone, sovrano (n. 1461)
- 12 settembre - Albertino V Boschetti, condottiero e nobile italiano
- 13 settembre - Andrea Mantegna, pittore, incisore e miniaturista italiano (n. 1431)
- 25 settembre - Filippo I d'Asburgo, duca (n. 1478)
- 29 settembre - Juan de Castro, cardinale e vescovo cattolico spagnolo (n. 1431)
- 6 ottobre - Carlotta d'Aragona, contessa (n. 1480)
- 16 ottobre - Girolamo Ginelli, religioso italiano (n. 1451)
- 21 novembre - Engilberto di Nevers, conte (n. 1462)
- Andronica Arianiti, nobildonna albanese (n. 1428)
- Beatrice d'Aviz, principessa portoghese (n. 1430)
- Giovanni Candi, architetto e carpentiere italiano
- Pere Compte, architetto spagnolo
- Pietro di Domenico da Siena, pittore italiano (n. 1457)
- Galeazzo Facino, umanista, letterato e religioso italiano (n. 1458)
- Pietro Cirneo, presbitero e storico italiano (n. 1447)
- Cristoforo Ferrari de' Giuchis, pittore italiano
- Filippo di Antonio Filippelli, pittore italiano (n. 1460)
- Guillaume Gruyère, notaio e politico svizzero
- Diego Meléndez de Valdés, vescovo cattolico spagnolo (n. 1446)
- Pier Antonio Mezzastris, pittore italiano
- Mihri Hatun, poetessa ottomana (n. 1460)
- Giovanni Nesi, filosofo italiano (n. 1456)
- Giambattista Pagliarino, storico italiano (n. 1415)
- Riccardo Quartararo, pittore italiano (n. 1443)
- Alessandra Scala, letterata italiana (n. 1475)
- Sesshū Tōyō, pittore e monaco buddhista giapponese (n. 1420)
- Zainab Sultan Begum, principessa mongola
- Lorentino d'Andrea, pittore italiano
- Sancia d'Aragona, nobile italiana (n. 1478)

## Calendario
| Calendario 1506 | Calendario 1506 | Calendario 1506 | Calendario 1506 | Calendario 1506 | Calendario 1506 | Calendario 1506 | Calendario 1506 | Calendario 1506 | Calendario 1506 | Calendario 1506 | Calendario 1506 | Calendario 1506 | Calendario 1506 | Calendario 1506 | Calendario 1506 | Calendario 1506 | Calendario 1506 | Calendario 1506 | Calendario 1506 | Calendario 1506 | Calendario 1506 | Calendario 1506 | Calendario 1506 | Calendario 1506 | Calendario 1506 | Calendario 1506 | Calendario 1506 | Calendario 1506 | Calendario 1506 | Calendario 1506 | Calendario 1506 | Calendario 1506 |
| --------------- | --------------- | --------------- | --------------- | --------------- | --------------- | --------------- | --------------- | --------------- | --------------- | --------------- | --------------- | --------------- | --------------- | --------------- | --------------- | --------------- | --------------- | --------------- | --------------- | --------------- | --------------- | --------------- | --------------- | --------------- | --------------- | --------------- | --------------- | --------------- | --------------- | --------------- | --------------- | --------------- |
|                 | 1               | 2               | 3               | 4               | 5               | 6               | 7               | 8               | 9               | 10              | 11              | 12              | 13              | 14              | 15              | 16              | 17              | 18              | 19              | 20              | 21              | 22              | 23              | 24              | 25              | 26              | 27              | 28              | 29              | 30              | 31              |                 |
| Gennaio         | Gi              | Ve              | Sa              | Do              | Lu              | Ma              | Me              | Gi              | Ve              | Sa              | Do              | Lu              | Ma              | Me              | Gi              | Ve              | Sa              | Do              | Lu              | Ma              | Me              | Gi              | Ve              | Sa              | Do              | Lu              | Ma              | Me              | Gi              | Ve              | Sa              |                 |
| Febbraio        | Do              | Lu              | Ma              | Me              | Gi              | Ve              | Sa              | Do              | Lu              | Ma              | Me              | Gi              | Ve              | Sa              | Do              | Lu              | Ma              | Me              | Gi              | Ve              | Sa              | Do              | Lu              | Ma              | Me              | Gi              | Ve              | Sa              |                 |                 |                 |                 |
| Marzo           | Do              | Lu              | Ma              | Me              | Gi              | Ve              | Sa              | Do              | Lu              | Ma              | Me              | Gi              | Ve              | Sa              | Do              | Lu              | Ma              | Me              | Gi              | Ve              | Sa              | Do              | Lu              | Ma              | Me              | Gi              | Ve              | Sa              | Do              | Lu              | Ma              |                 |
| Aprile          | Me              | Gi              | Ve              | Sa              | Do              | Lu              | Ma              | Me              | Gi              | Ve              | Sa              | Do              | Lu              | Ma              | Me              | Gi              | Ve              | Sa              | Do              | Lu              | Ma              | Me              | Gi              | Ve              | Sa              | Do              | Lu              | Ma              | Me              | Gi              |                 |                 |
| Maggio          | Ve              | Sa              | Do              | Lu              | Ma              | Me              | Gi              | Ve              | Sa              | Do              | Lu              | Ma              | Me              | Gi              | Ve              | Sa              | Do              | Lu              | Ma              | Me              | Gi              | Ve              | Sa              | Do              | Lu              | Ma              | Me              | Gi              | Ve              | Sa              | Do              |                 |
| Giugno          | Lu              | Ma              | Me              | Gi              | Ve              | Sa              | Do              | Lu              | Ma              | Me              | Gi              | Ve              | Sa              | Do              | Lu              | Ma              | Me              | Gi              | Ve              | Sa              | Do              | Lu              | Ma              | Me              | Gi              | Ve              | Sa              | Do              | Lu              | Ma              |                 |                 |
| Luglio          | Me              | Gi              | Ve              | Sa              | Do              | Lu              | Ma              | Me              | Gi              | Ve              | Sa              | Do              | Lu              | Ma              | Me              | Gi              | Ve              | Sa              | Do              | Lu              | Ma              | Me              | Gi              | Ve              | Sa              | Do              | Lu              | Ma              | Me              | Gi              | Ve              |                 |
| Agosto          | Sa              | Do              | Lu              | Ma              | Me              | Gi              | Ve              | Sa              | Do              | Lu              | Ma              | Me              | Gi              | Ve              | Sa              | Do              | Lu              | Ma              | Me              | Gi              | Ve              | Sa              | Do              | Lu              | Ma              | Me              | Gi              | Ve              | Sa              | Do              | Lu              |                 |
| Settembre       | Ma              | Me              | Gi              | Ve              | Sa              | Do              | Lu              | Ma              | Me              | Gi              | Ve              | Sa              | Do              | Lu              | Ma              | Me              | Gi              | Ve              | Sa              | Do              | Lu              | Ma              | Me              | Gi              | Ve              | Sa              | Do              | Lu              | Ma              | Me              |                 |                 |
| Ottobre         | Gi              | Ve              | Sa              | Do              | Lu              | Ma              | Me              | Gi              | Ve              | Sa              | Do              | Lu              | Ma              | Me              | Gi              | Ve              | Sa              | Do              | Lu              | Ma              | Me              | Gi              | Ve              | Sa              | Do              | Lu              | Ma              | Me              | Gi              | Ve              | Sa              |                 |
| Novembre        | Do              | Lu              | Ma              | Me              | Gi              | Ve              | Sa              | Do              | Lu              | Ma              | Me              | Gi              | Ve              | Sa              | Do              | Lu              | Ma              | Me              | Gi              | Ve              | Sa              | Do              | Lu              | Ma              | Me              | Gi              | Ve              | Sa              | Do              | Lu              |                 |                 |
| Dicembre        | Ma              | Me              | Gi              | Ve              | Sa              | Do              | Lu              | Ma              | Me              | Gi              | Ve              | Sa              | Do              | Lu              | Ma              | Me              | Gi              | Ve              | Sa              | Do              | Lu              | Ma              | Me              | Gi              | Ve              | Sa              | Do              | Lu              | Ma              | Me              | Gi              |                 |